# شقایق
گل شقایق، لاله داغدار یا لاله خودروی گیاهی خودرو و وحشی با گل‌هایی به رنگ سرخ با چهار گلبرگ و شمار زیادی پرچم است. علی‌اکبر دهخدا این گل را لاله خوانده که در عربی، شقایق و در انگلیسی، پاپی خوانده می‌شود. شقایق در فرهنگ ایرانی به تیره، زیرتیره و گونهٔ مشخصی از شقایقیان گفته نمی‌شود و تنها، نامی کلّی برای اشاره به گل‌های علفی و سرخ‌رنگ بهاریِ شقایقیان بوده‌است.
دانه‌های شقایق می‌توانند صدها سال به صورت نهفته و غیرفعال باقی بمانند تا هنگامی که شرایط مساعدی پیدا کنند و رویش خود را از سر بگیرند.

## کاربرد دارویی
در سال ۱۸۰۴ فردریش زرتورنر، داروساز آلمانی، خشخاش گل شقایق را جدا کرد تا از آن داروی ضد درد مرفین را بسازد. او در آغاز این دارو را «مورفیوم» نامید که از نام مورفئوس، خدای خواب و رؤیا در اساطیر یونان باستان گرفته شده بود. استقبال از این دارو در آن هنگام چنان زیاد شد که در سراسر لندن بساط تریاک‌کشی پا گرفت.

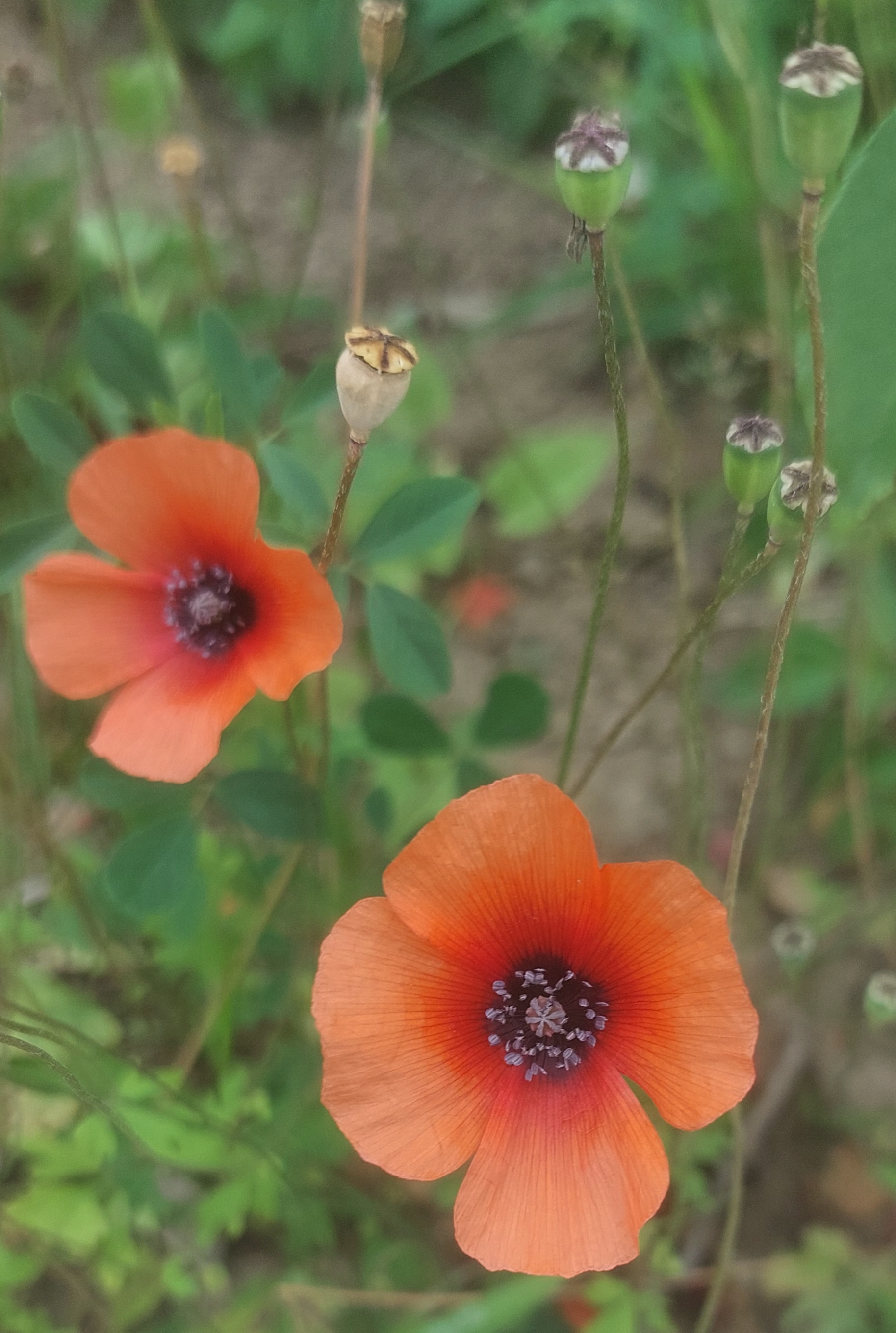
گل شقایق

## جنگ جهانی اول
در جنگ جهانی اول با آغاز بهار گرم سال ۱۹۱۵ مزرعهٔ فلاندر در نزدیکی ایپر، درغرب بلژیک تبدیل به دشتی زیبا گل‌های شقایق شود. این منظره به اندازه‌ای چشم‌نواز بود که یکی از نیروهای کانادایی، سرهنگ‌دوم جان‌مک‌کری شعری به نام در دشت فلاندرز در وصف آن سرود. اکنون شقایق نماد همه کسانی است که در جنگ می‌جنگند و جان می‌بازند.

## در زبان فارسی
بر پایه پژوهش کازیمیرسکی نزد ایرانیان هر گل که گلبرگ‌های آن به رنگ خون و وسط آن سیاه باشد بنام لاله یا شقایق خوانده می‌شده‌است. ولی بیشتر tulipe را شقایق نعمانی نامیده‌اند. سه گل لاله، شقایق، و شقایق نعمانی گیاهان کاملاً متفاوتی هستند. اما گونه‌هایی از این سه گیاه که دارای گل‌هایی قرمز رنگ همراه با لکه‌ای سیاه در مرکز گل هستند بسیار به یکدیگر شباهت دارند. مترجمان اروپایی شعرای شرقی شقایق نعمانی را anemone (آنِمون) ترجمه کرده‌اند و یکی دانستن این گیاه با شقایق و همچنین لاله خطاست؛ زیرا سردهٔ شقایق (نام علمی: Papaver) متعلق به تیرهٔ کوکناریان یا شقایقیان (نام علمی: papaverces) است در صورتی که شقایق نعمانی به تیرهٔ آلاله (نام علمی: Ranunculus) تعلق دارد.

## نماد
در ادبیات فارسی، قلب سیاه‌رنگ شقایق، به «داغ» تشبیه شده که از هجران و دوری یار به وجود آمده‌است. حافظ می‌گوید:
| ای گُل تو دوش داغ صبوحی کشیده‌ای |  | ما آن شقایقیم که با داغ زاده‌ایم |

در غرب، پس از نبرد سنگر به سنگری که در کنار مزارع شقایق فلاندر در جنگ جهانی اول رخ داد و شعری که جان مک‌کری به نام در دشت فلاندرز سروده، شقایق تبدیل به نماد سربازانی شده که در طول جنگ کشته شده‌اند.
کسایی.
از تیغ مردان حقایق زمین رنگ شقایق گرفت. (ترجمهٔ تاریخ یمینی ص ۲۷۳).
شقایق سنگ را بتخانه کرده
صبا جعد چمن را شانه کرده.
نظامی.
چو شاپور آمد آنجا سبزه نو بود
ریاحین را شقایق پیشرو بود.
نظامی.
بنفشه با شقایق در مناجات
فلک می‌گفت فی التأخیر آفات.
نظامی.
گیا خود همان قدر دارد که هست
وگر در میان شقایق نشست.
(بوستان).
خواب از خمار بادهٔ نوشین بامداد
بر بستر شقایق خودروی خوشتر است.
سعدی.
گل بوستان رویت چو شقایق است لیکن
چه کنم به سرخ‌رویی که دلی سیاه داری.
سعدی.
بر برگ گل به خون شقایق نوشته‌اند
کانکس که پخته شد می چون ارغوان گرفت
حافظ.
بر برگ گل به خون شقایق نوشته‌اند
ما آن شقایقیم که با داغ زاده‌ایم
حمید سبزواری.
داغ شقایق‌های پرپر گشته دارم
هفتاد و دو پاکیزه پیکر کشته دارم
افسوس گلهای به غارت رفته از باغ
اندوه یاران به خون آغشته دارم

## نگارخانه

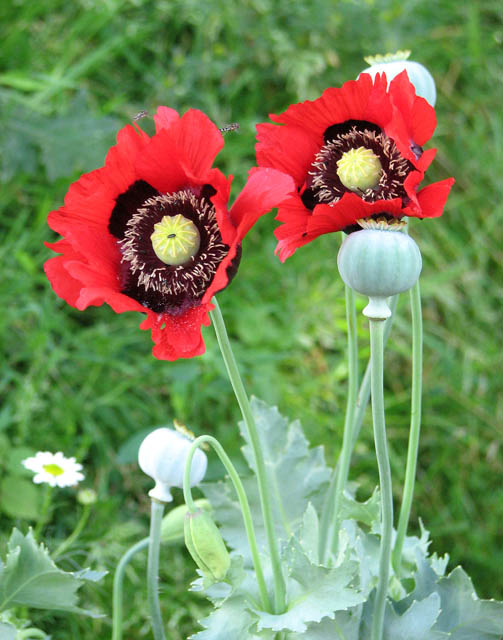
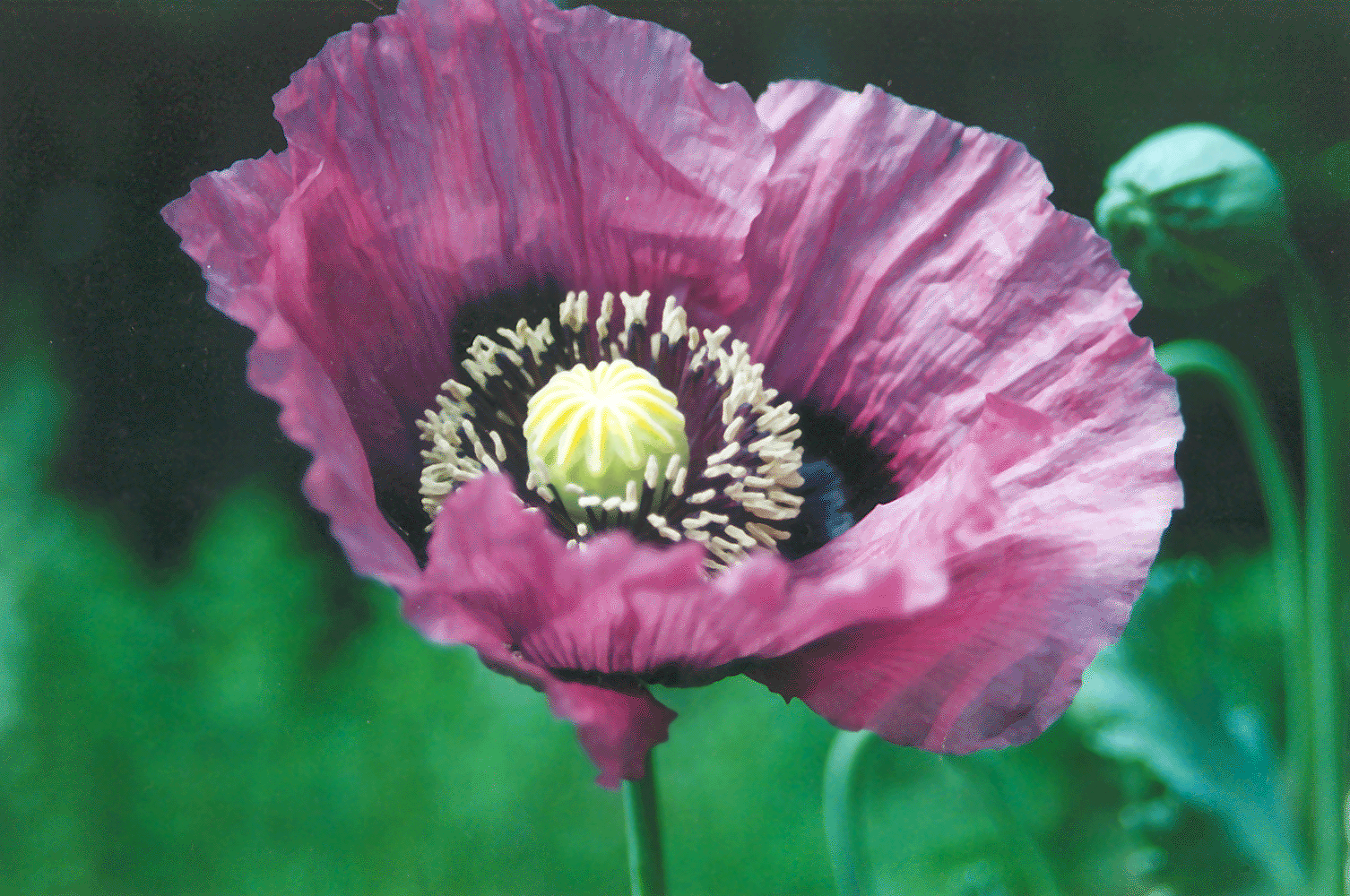
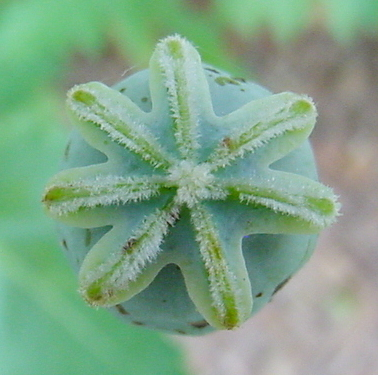
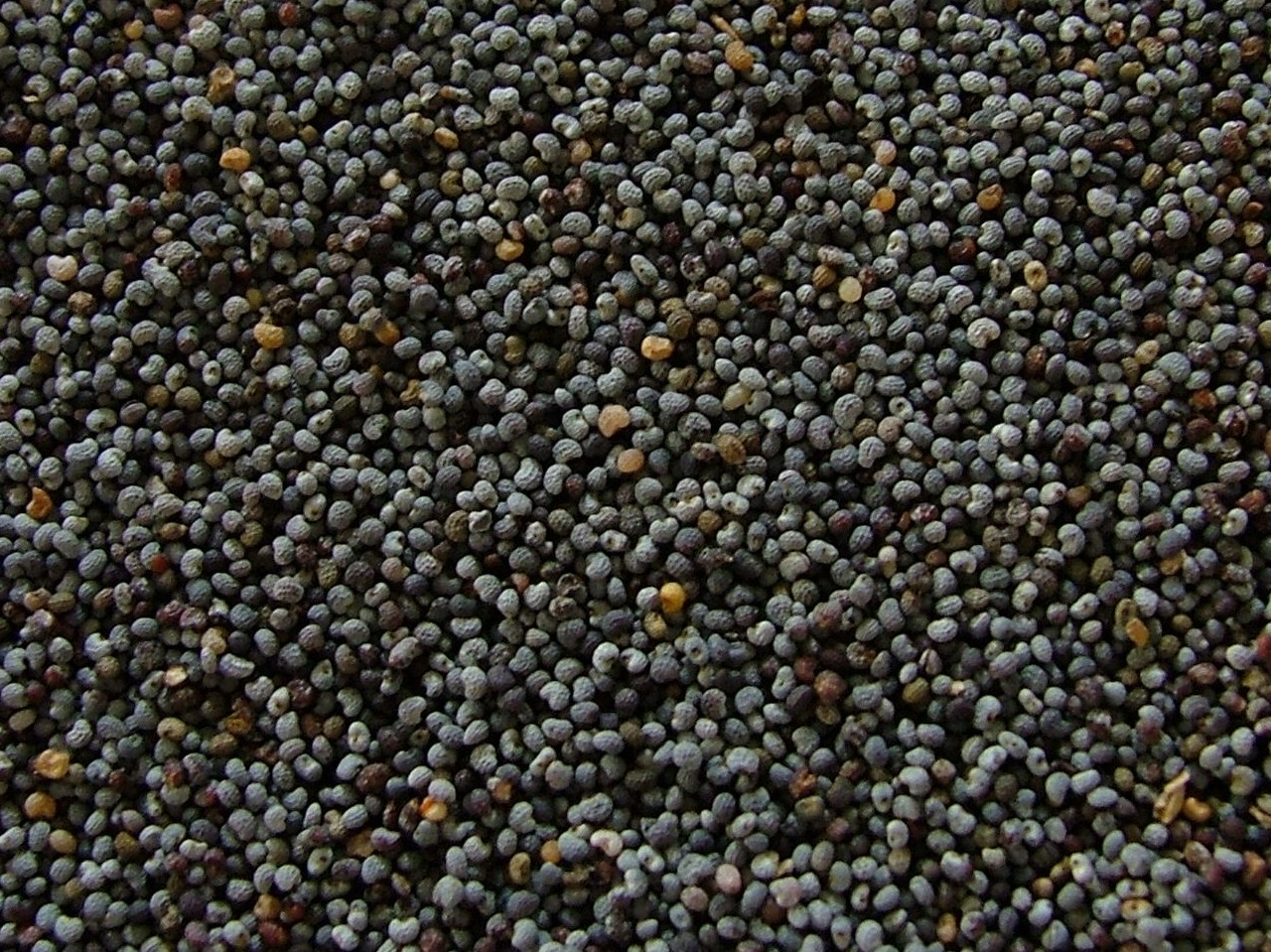
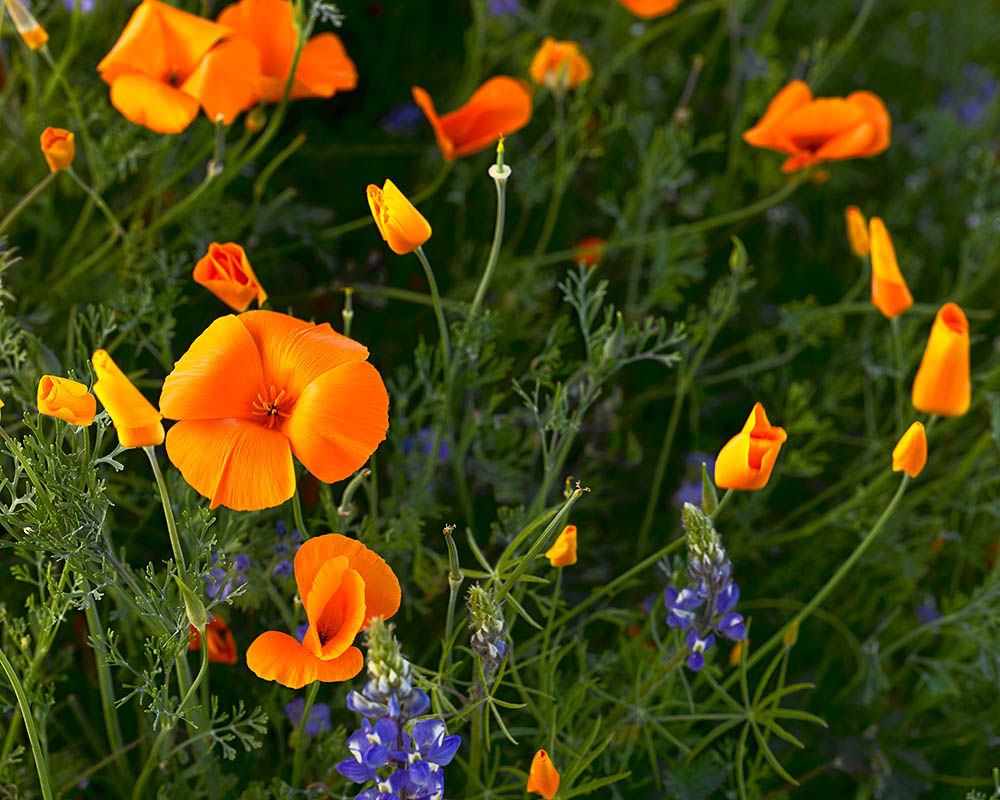
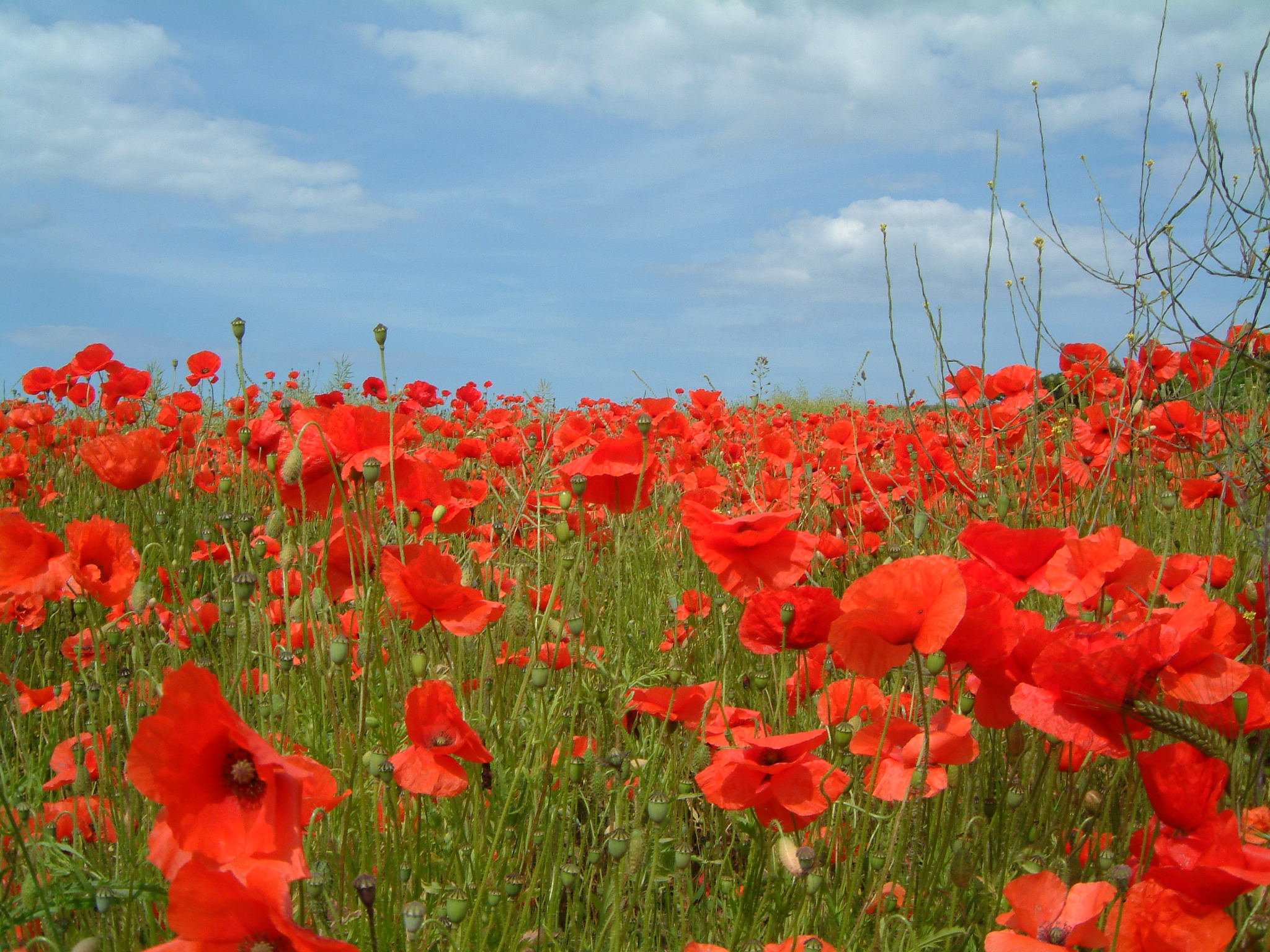
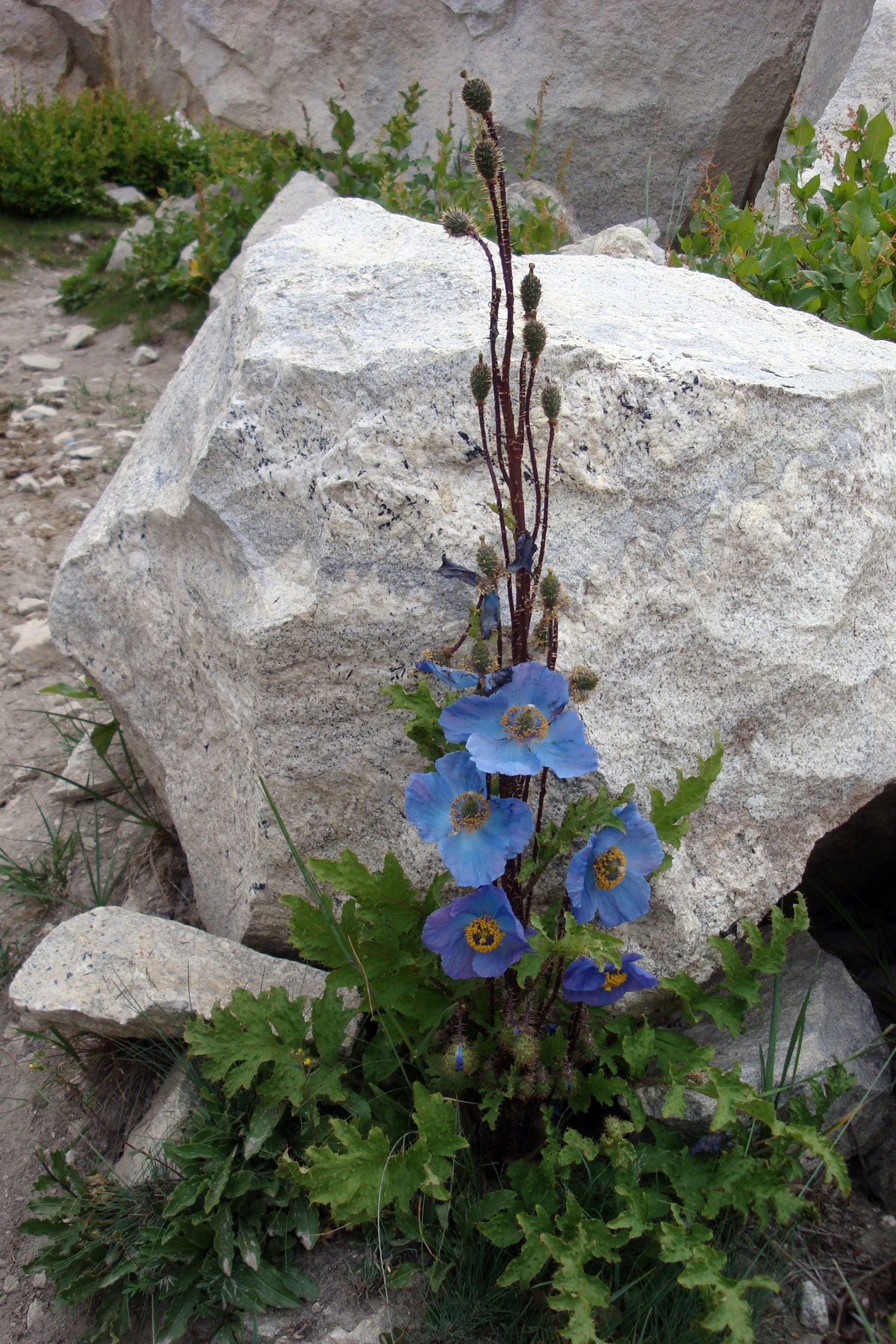
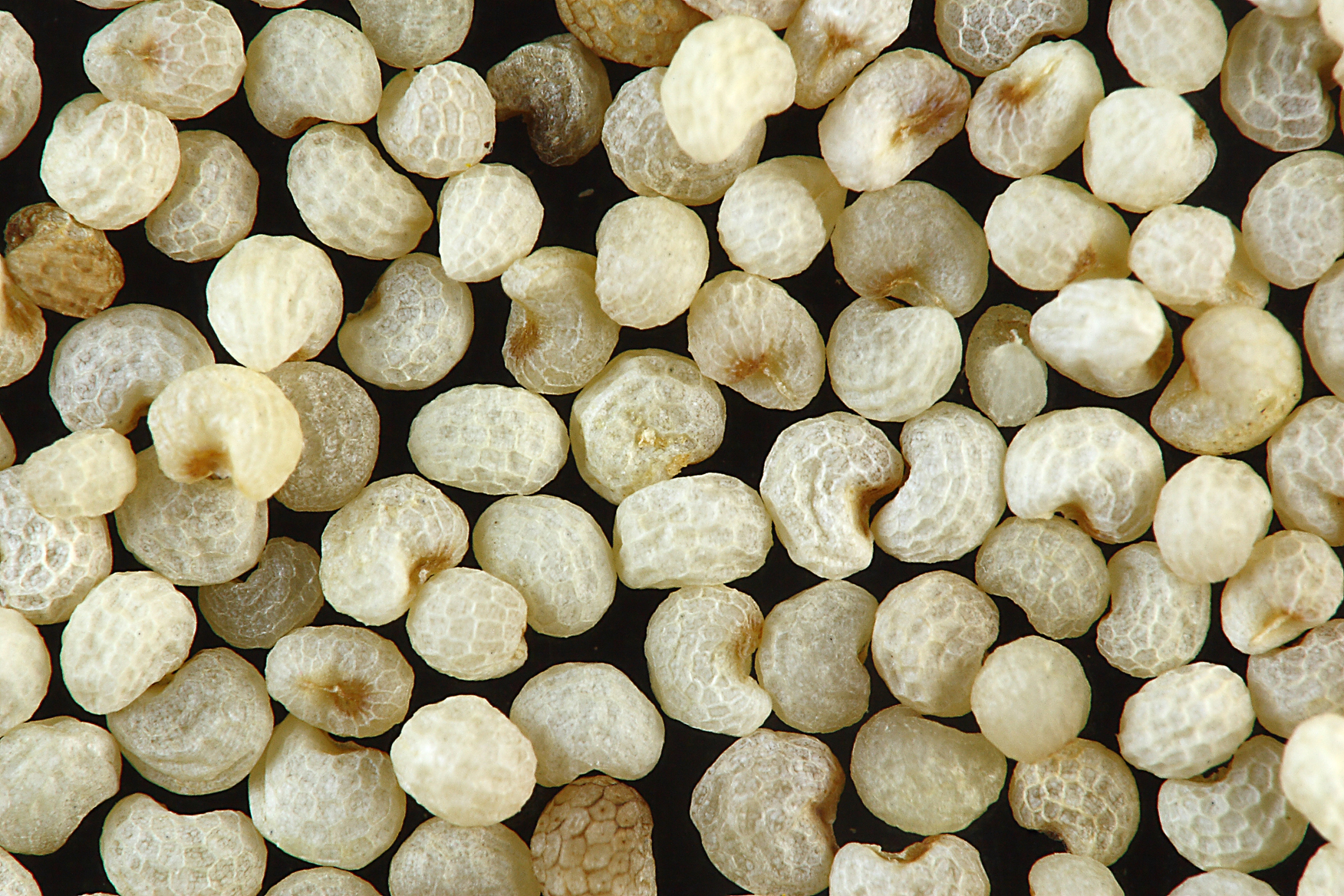
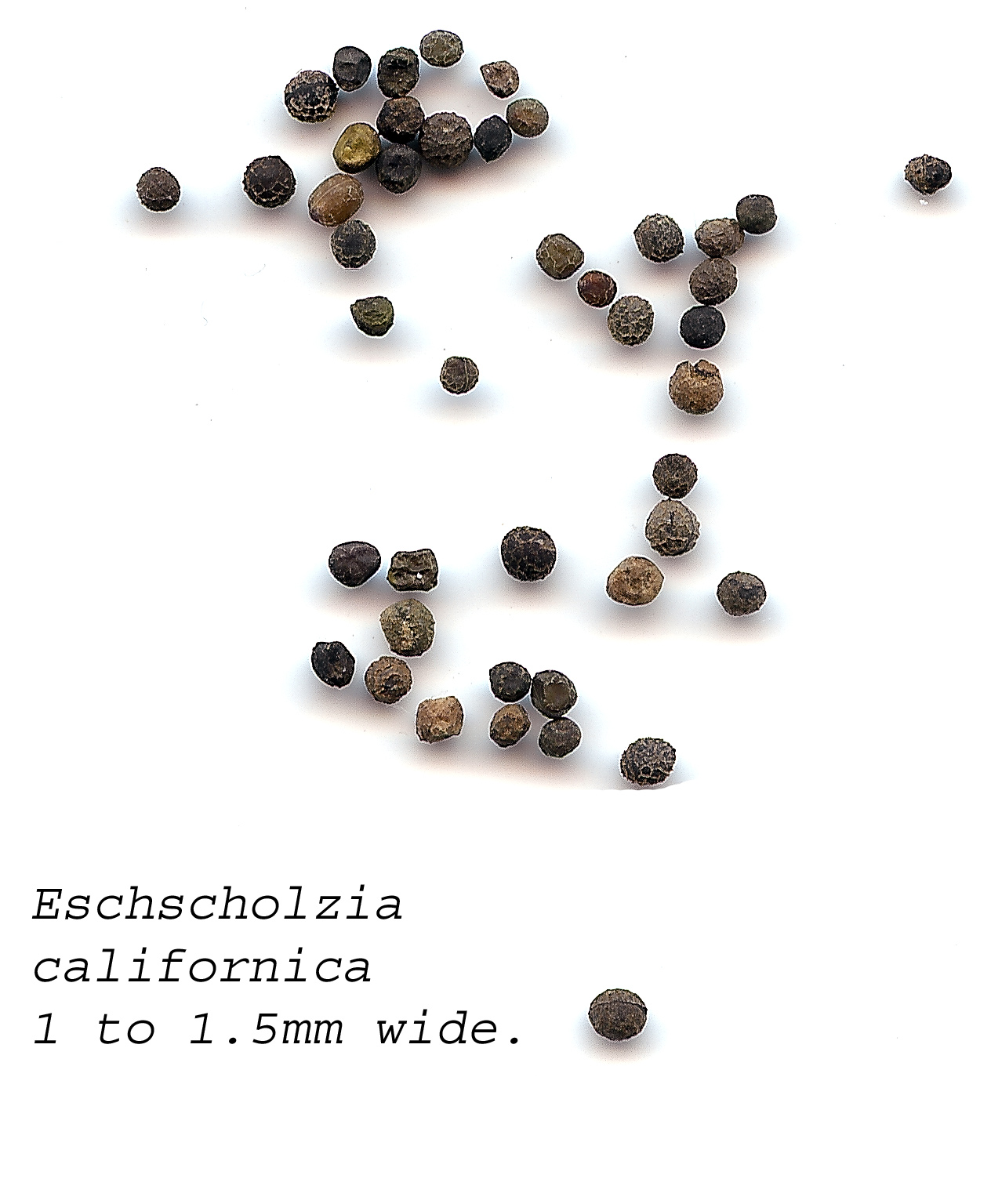
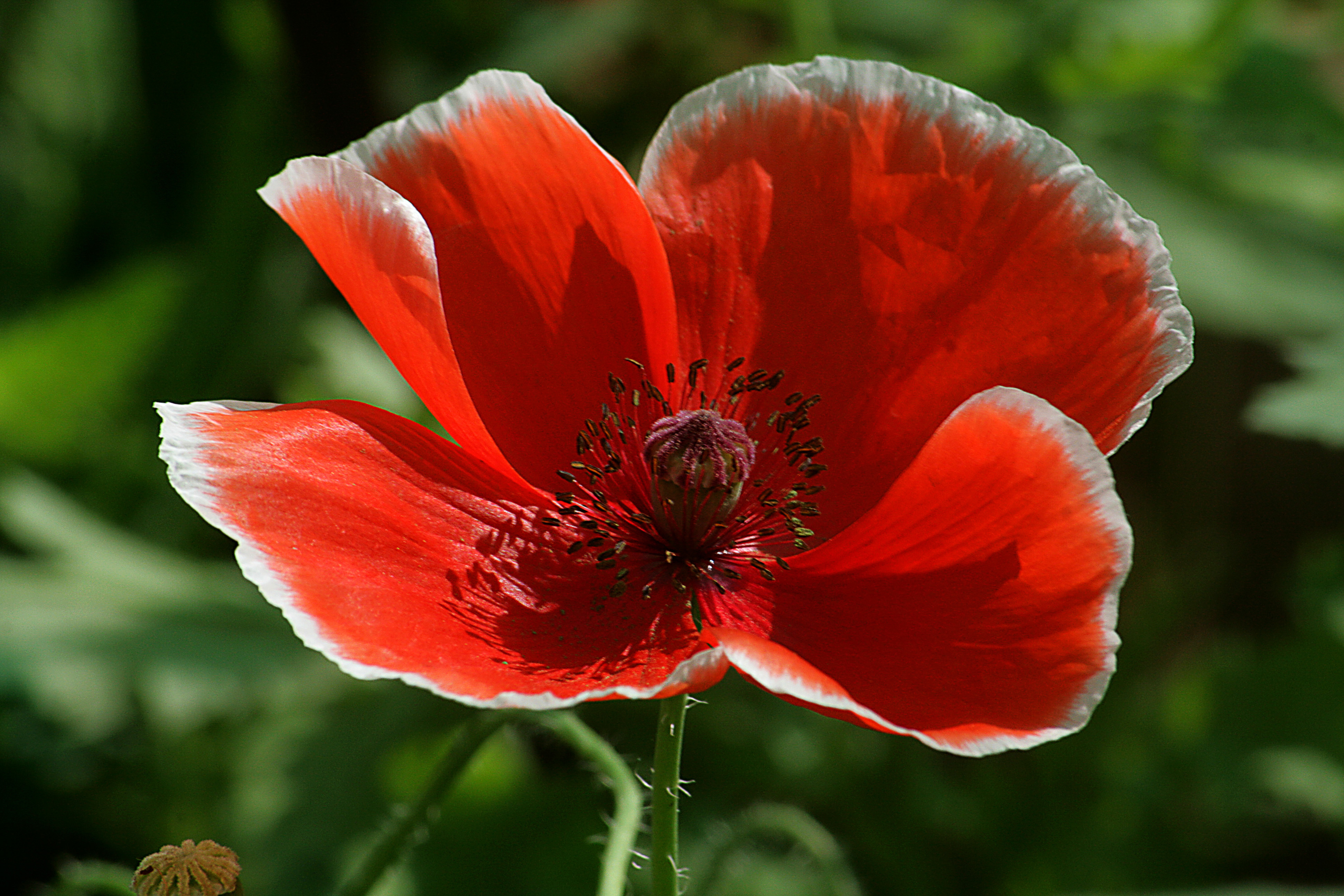
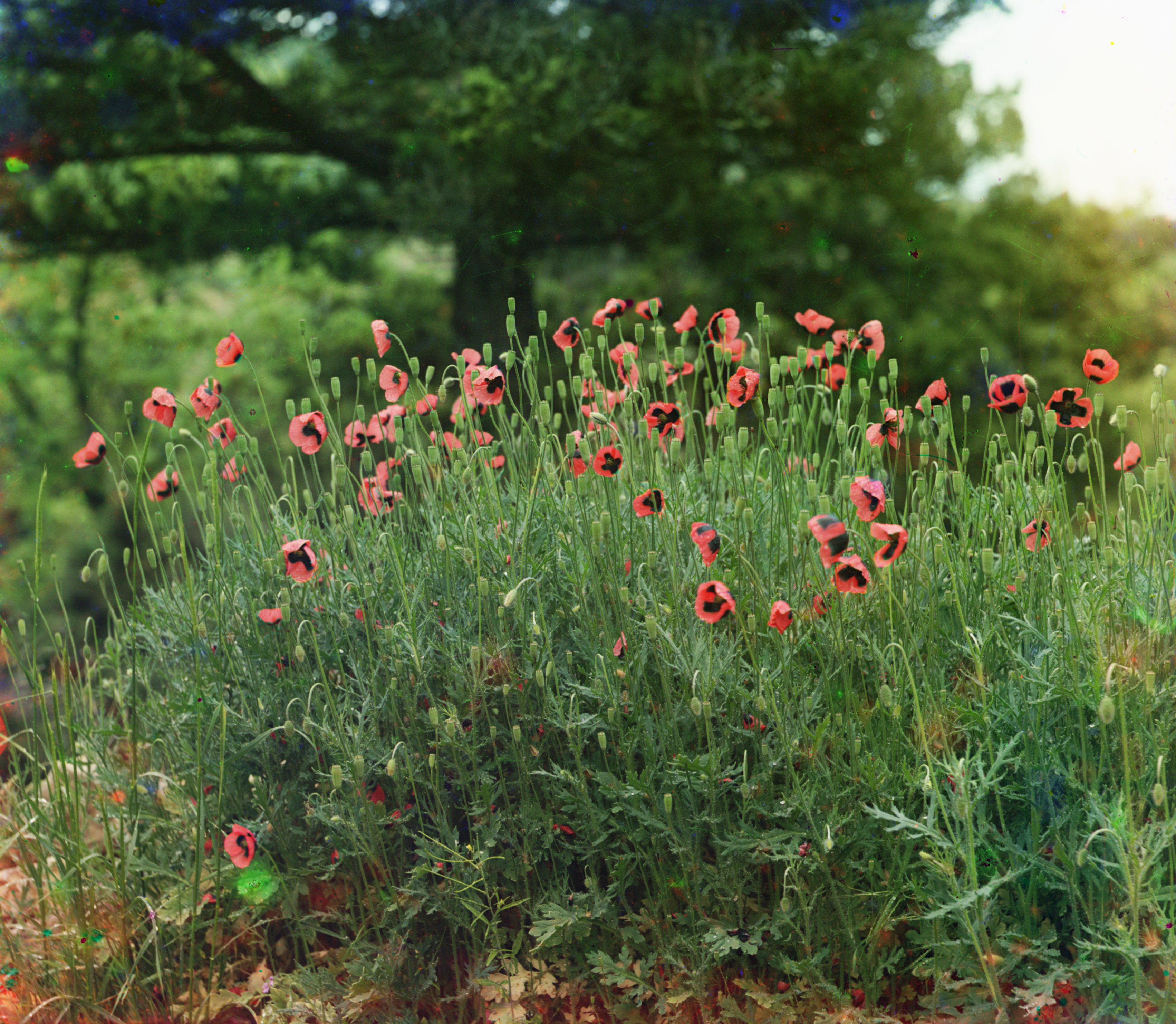
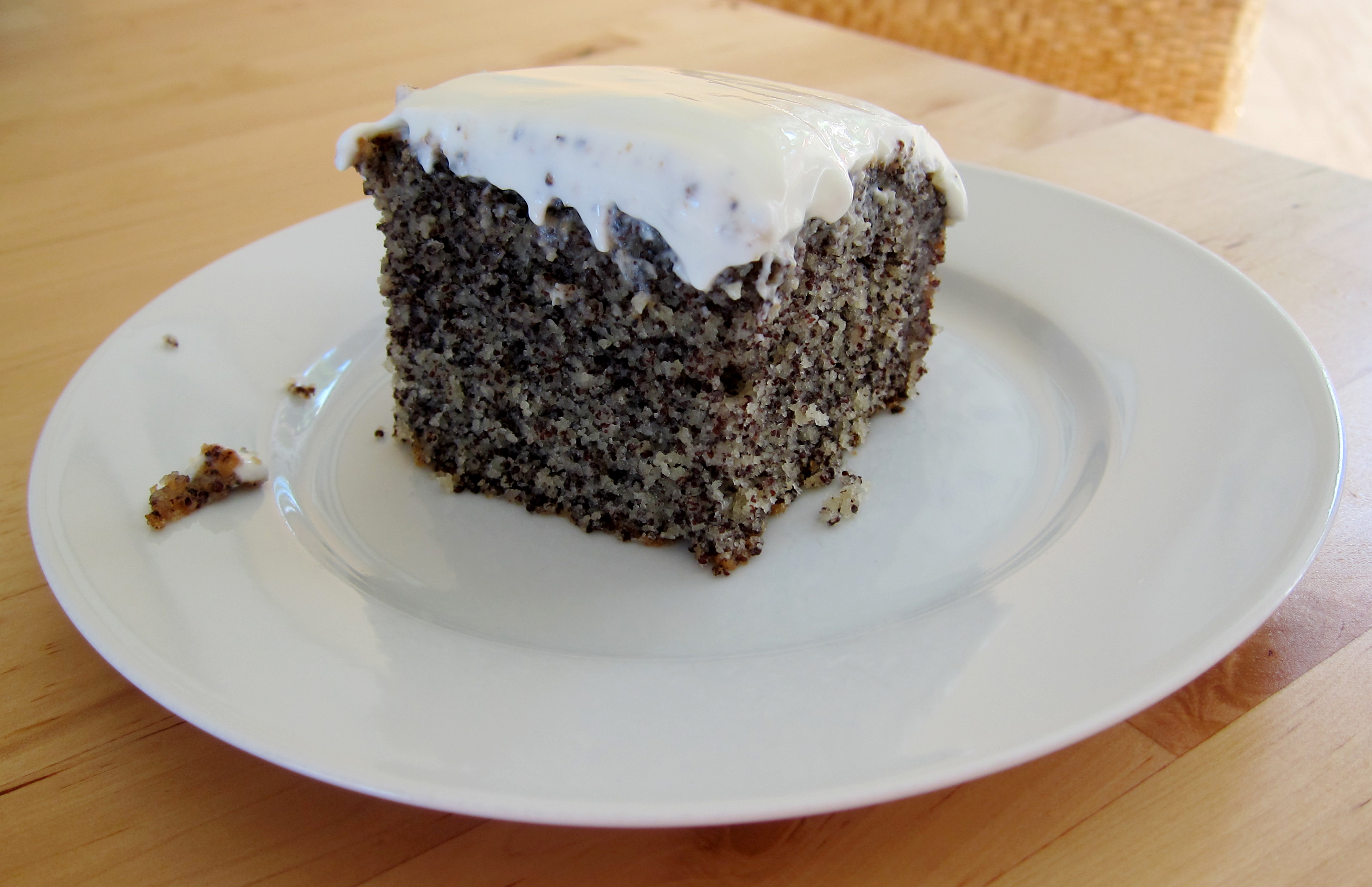
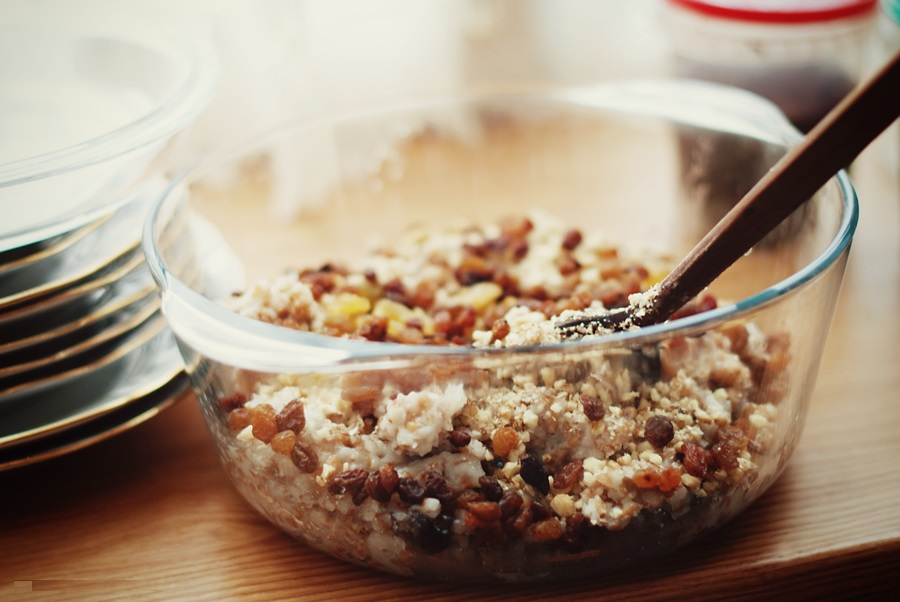
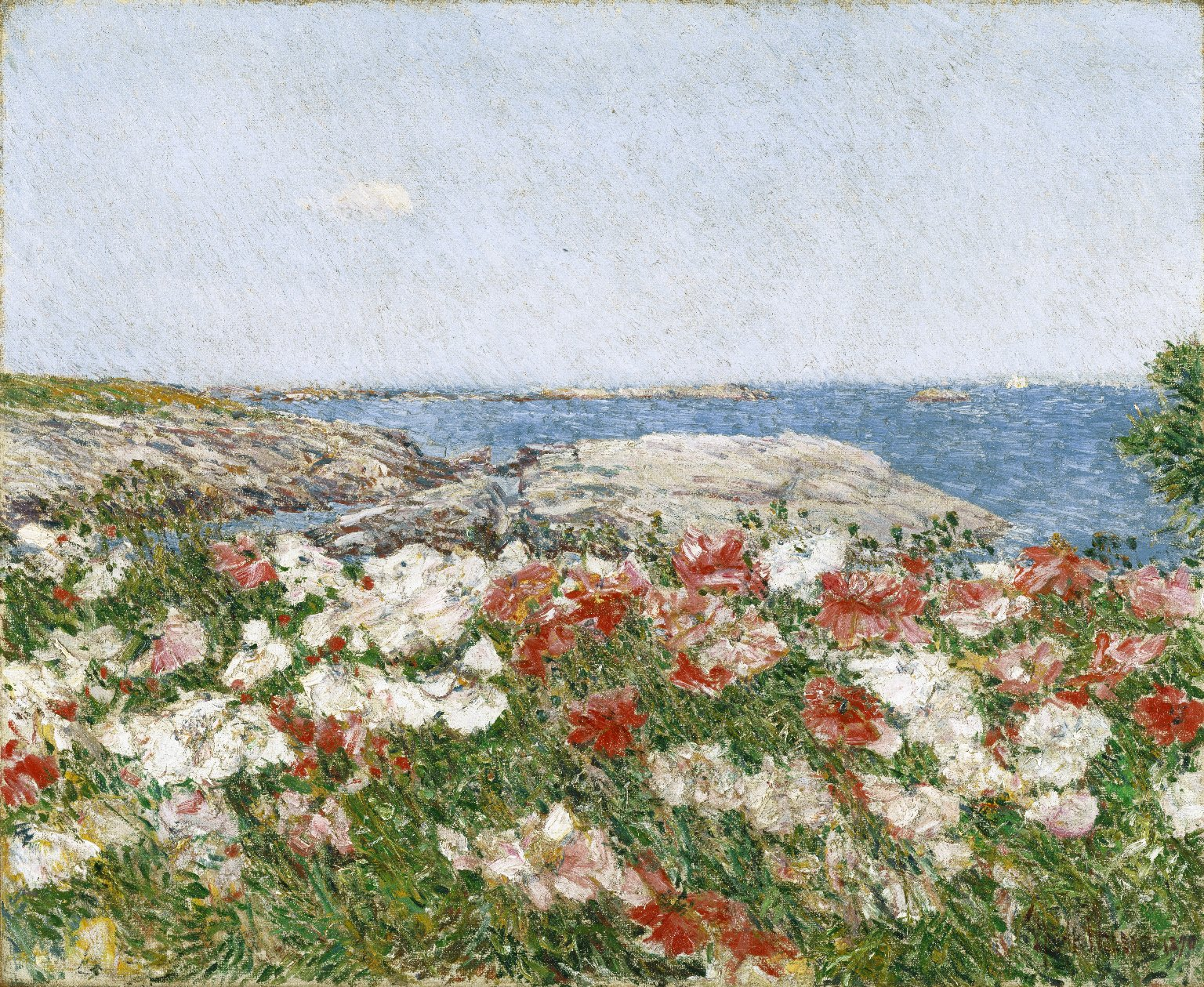